# 2014年ペシャーワル学校襲撃事件
ペシャーワル学校襲撃事件 (ペシャーワルがっこうしゅうげきじけん) とは、2014年12月16日にパキスタン・ターリバーン運動 (TTP) に所属する7人のテロリストがパキスタンのペシャーワルにある軍事学校に侵入し、学校の生徒や職員を襲撃した事件。犠牲者は、8歳から18歳までの子供132人や学校に残った職員9人を含む141人と報告されている。また、少なくとも114人が怪我をして市内の病院へ収容され、950人以上の生徒、職員が軍によって救出された。事件は同日夕方に7人のテロリスト全員を殺害したことで終了した。
この事件は、2007年カラチ爆弾テロ事件よりも多くの犠牲者を出すテロ事件となった。様々な報道機関によると、2004年にロシアの北オセチア共和国で起きたベスラン学校占拠事件と非常によく似ているとされる。

## 背景
軍事学校は、ペシャーワル駐屯地近くのワルサク・ロードに位置しており、軍事学校・大学システムが運営するパキスタン国内146校のうちの1つであった。
2014年6月のはじめ、武装勢力の波が押し寄せていた北ワジリスタンの様々な軍事グループに対抗するパキスタン軍の軍事作戦がはじめられた。Zarb-e-Azb作戦は、6月8日にカラチで起こったジンナー国際空港襲撃事件の首謀者、TTPに対するものである。1,200人以上の兵士が殺害されたワジリスタン紛争のなかで、北ワジリスタンの約90%が一掃された。

## 襲撃
襲撃は、午前10時頃始まった。6人のテロリストがパキスタン軍、フロンティア・コープス (FC) の制服に身を包み、学校に隣接する共同墓地を通って、壁をよじのぼり、背後から学校に侵入した。学校に入る前、テロリストの1人は爆弾を、彼らが乗ってきたスズキ・ボランST41に仕掛けた。テロリストらは、自動爆弾を仕掛け、複合施設の中心へ位置する講堂へと真っすぐに移動して、実習のためにそこへ集められた子供たちに向かって無差別に発砲した。パキスタン軍の報道官、アシム・バジワ大将によると、テロリストたちは人質をとるつもりは全くなく、その代わりにできる限り多くの子供を殺すのが目的であった。テロリストたちが発砲した際、多数の子供が講堂の両側にある2つの出口から逃げようとしたが、その多くは庭で狙撃された。
また、報道により、子供たちは、校長のタヒラ・カジを含む教師らが生きたまま燃やされるのを見ることを強要されたことも明らかとなった。10〜15分の間に、パキスタン軍SSGの隊が学校へ駆けつけ、重装甲車両とトラックで、2方向から敷地へ入った。すぐに、SSGの隊員は、テロリストが別の場所へ移動し、まだ校内に残っていた他の職員や生徒を殺害するのを防ごうとした。テロリストたちは学校の管理棟に移動し、そこで人質をとった。講堂近くで隊員により1人が射殺された一方、他の6人はどうにか管理棟へ移ってしまった。メディア中継車、メルセデス・ベンツ スプリンターの緊急外傷チーム、装甲車両に乗った医療部隊は学校に駆けつけ、軍警察部隊や地方警察がテロリストが逃げるのを防ぐために包囲した。
その間、SSGコマンド部隊は学校に到着し、管理棟を取り囲んだ。作戦は主に、この棟から追い出し、テロリストによって捕らえられていた人質を救助するために行われた。スナイパーの特別チームと彼らのナビゲーターは、テロリストをピンポイントで狙った。これにより、テロリスト6人のうち3人が窓や通気口から殺され、コマンド隊が建物に駆けつけた際には、他の3人も射殺され、人質は救助された。2人の将校を含む7人のコマンド隊員は、戦闘により負傷した。捜索活動は、学校の敷地内で、テロリストが着ていた自爆用ベストに隠されたIEDの信管を取り除くため、すぐに開始された。
攻撃の間、武装勢力は彼らの指導者とコンタクトをとったが、SSGがすぐに入り込み、保安官がテロリストの通信を妨害した。「我々は彼らや彼らがコンタクトをとっていたのが誰か知っているが、詳細は軍事的な理由により公表できない。彼らは位置を認識し、その地域の調査を実行したに違いない。また、内部から何者かがそれらを取り付けた可能性が非常に高い」とバジワは述べた。

## 犯人
パキスタン・ターリバーン運動 (TTP) は、襲撃の犯行を認め、2014年夏にパキスタン軍が北ワジリスタンで行ったZarb-e-Azb作戦への報復だと説明した。
TTPの報道官、ムハンマド・オマル・ホラサーニは、「我々は、軍が我々の家族をも狙ったため、学校を標的にした。我々は彼らに同じ痛みを感じさせたい」、「我々の6人の戦闘員は軍事学校に首尾よく侵入し、彼らに外部からの指示を与えている」と電話で語った。また、「我々の自爆テロリストは学校に入り、軍職員を標的にし、子供たちに危害を加えないように指示した。これは北ワジリスタンでの軍事活動への復讐だ」とも語っている。パキスタンの連邦捜査局 (FIA) によると、初期の捜査段階で、テログループは、チェチェン共和国のコーカシアン前線の、襲撃を計画したアブ・シャミールが率いており、3人のアラブ人とアフガニスタン東部出身でパシュトー語を話す2人のアフガン人が同行したとされている。
2014年12月18日、ウェブサイト上でTTPによるビデオが発表され、「ウマル・マンスール」と名乗る男性が、ペシャーワル学校襲撃事件の背後にいた首謀者であることを明らかにした。

### テロリスト
パキスタン情報関係者らは、テロリストの国籍・所属を推測するために捜査し、FIAは外国人の戦闘員と推測した。ウルドゥー語新聞「デイリー・ジャング」は、テロリストを発表した。以下は、襲撃した6人の身元である：
- アブ・シャミール (Abu Shamil)[32] (Abdur Rehman[32]とも) —  チェチェン・コーカシアン前線（英語版）、グループの主犯であると考えられている。
- ノウマン・シャー・ヘルマンド (Nouman Shah Helmand)[32] — ヘルマンド出身のアフガン人。
- ワジール・アラム・ヘラート (Wazir Alam Herat[32]) — ヘラート出身のアフガン人。
- ハティブ・アル・ズバイディ (Khatib al-Zubaidi)[32] — アラビア語話者、エジプト人。
- モハマド・ザーヘディー (Mohammad Zahedi)[32] — アラビア語話者、モロッコ人。
- ジブラーン・アル・サイーディ (Jibran al-Saeedi)[32] — アラブ人と考えられているが、国籍は未だ不明[32]。
  - 備考: 外国人テロリストの国籍・身元は「デイリー・ジャング」にて発表されたもので、ウルドゥー語のみで購読できる

## 反応
パキスタン首相のナワーズ・シャリーフは、襲撃を非難し、国の惨事と表現した。シャリーフは作戦を監視するためペシャーワルを離れ、国旗を半期の位置で掲げ、3日間の喪服期間を設けることを告知した。
統一民族運動の党首、アルターフ・フセインや、パキスタン正義運動の党首、イムラン・カーン、パキスタン民族運動の指導者、ムハマド・ターヘル・ウル・ クァドリは、襲撃事件を非難した。
ノーベル平和賞受賞者のマララ・ユスフザイは事件を受けて、「こんな無意味で冷酷なテロ行為がペシャーワルであり、とてもつらい思いだ」などという声明文を出した。

### 各国の反応
- 日本 – 安倍晋三首相は、シャリーフ首相に対して「衝撃的なテロを最も強い言葉で非難する。国際社会と一致協力してパキスタン政府を支援する」というメッセージを送った[36]。
- アメリカ合衆国 – バラク・オバマ大統領は、「最大限の言葉で非難する。テロリストたちは生徒や教師を標的にすることで、改めて凶悪さを示した」と述べた[37]。
- 中華人民共和国 – 外務省の秦剛報道官は、「中国政府はいかなる形式のテロリズムにも反対し、パキスタン政府と人民がテロリズムとの戦い、国の安定と人民の安全に払った努力を断固として支持する」と語った[38]。

### 組織
- 国際連合 – 潘基文国連事務総長は、「学校は安全な学びの場でなければならない。教育を受けることは全ての子供の権利であり、通学することが勇気を伴うことであるべきではない。学校は安全な学びの場でなければならない。教育を受けることは全ての子供の権利であり、通学することが勇気を伴うことであるべきではない」と国連安全保障理事会の会合で述べた[37]。
- アフガニスタン・ターリバーン運動 – ザビフラ・ムジャヒド報道官は「アフガニスタン・イスラム首長国は、あらゆる場面における子どもと無実の人々の殺害を常に非難してきた。無実の人々や女性、子どもたちを意図して殺害することはイスラムの主義に反する。あらゆるイスラム政府やイスラム運動はこの原理原則に忠実でなければならない」と非難した[39][40]。

## 影響

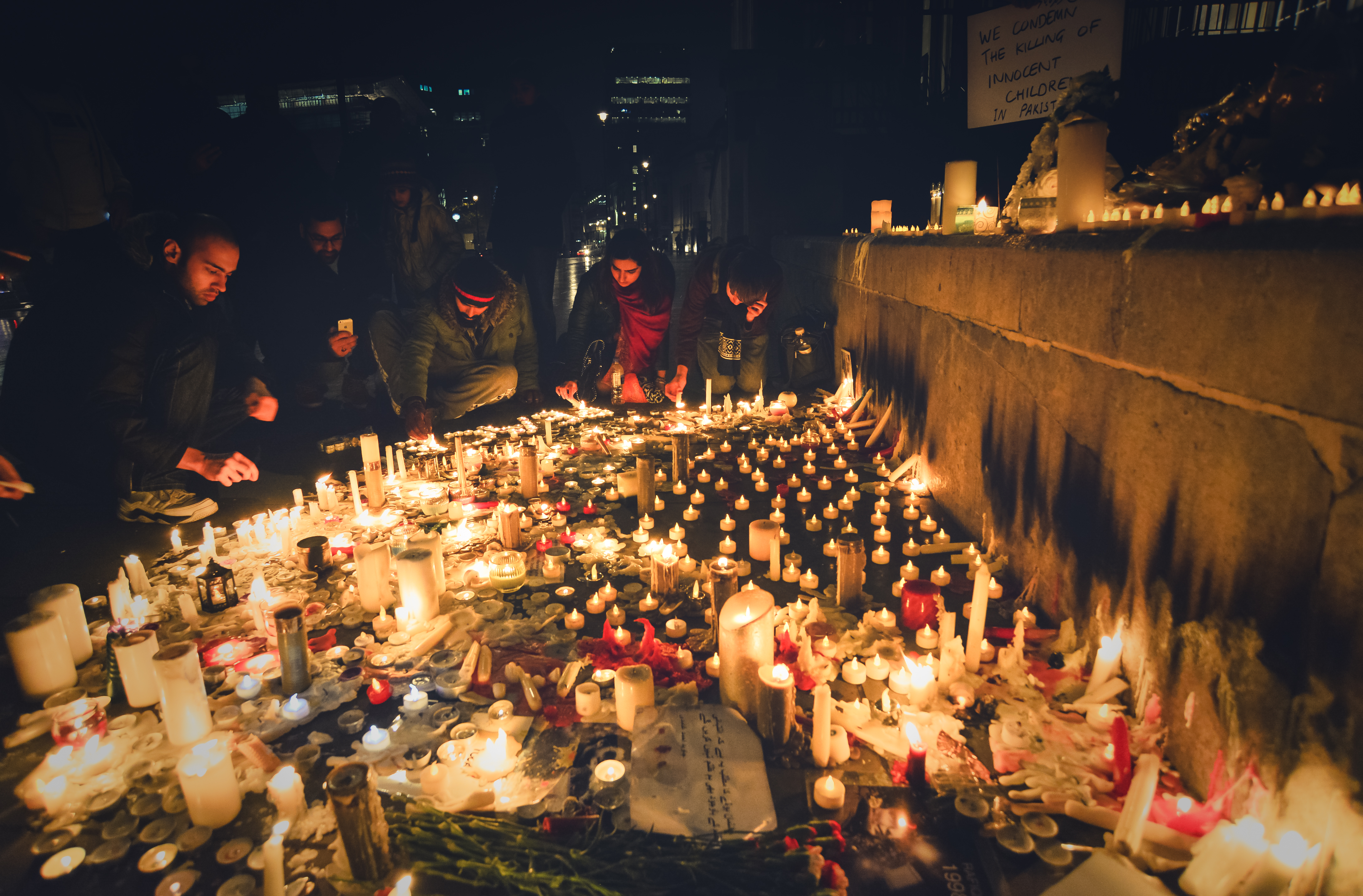
ロンドンで夜通し行われたキャンドルライト活動。ロンドンもかつてテロ攻撃の被害に遭った

襲撃の直後から、一般論としてTTPに対する怒りや非難の声が出ている。パキスタン政府やパキスタン軍は、即座に襲撃についての反応を見せた。
イラン系アメリカ人の学者、ヴァリ・ナスルは、「軍の攻撃に大きなコストを要し、一般人に圧力をかけることで、ターリバーンは軍の解決を緩和しようと試みているのかもしれない。しかし、それは本当に彼らに反響を及ぼしたかもしれない」と述べた。